# Olympische Sommerspiele 2020/Synchronschwimmen
Bei den Olympischen Spielen 2020 in Tokio wurden vom 2. bis 7. August 2021 insgesamt zwei Wettbewerbe im Synchronschwimmen ausgetragen. Es fanden lediglich Wettkämpfe für Frauen statt.

## Zeitplan
| Zeitplan der Wettbewerbe | Zeitplan der Wettbewerbe | Zeitplan der Wettbewerbe | Zeitplan der Wettbewerbe | Zeitplan der Wettbewerbe | Zeitplan der Wettbewerbe | Zeitplan der Wettbewerbe | Zeitplan der Wettbewerbe |
| Wettbewerb               | August                   | August                   | August                   | August                   | August                   | August                   | Entscheidungen           |
| Wettbewerb               | 2.                       | 3.                       | 4.                       | 5.                       | 6.                       | 7.                       | Entscheidungen           |
| ------------------------ | ------------------------ | ------------------------ | ------------------------ | ------------------------ | ------------------------ | ------------------------ | ------------------------ |
| Duett                    |                          |                          |                          |                          |                          |                          | 1                        |
| Gruppe                   |                          |                          |                          |                          |                          |                          | 1                        |

|  | Qualifikationswettkämpfe |  | Medaillenentscheidungen |

## Bilanz

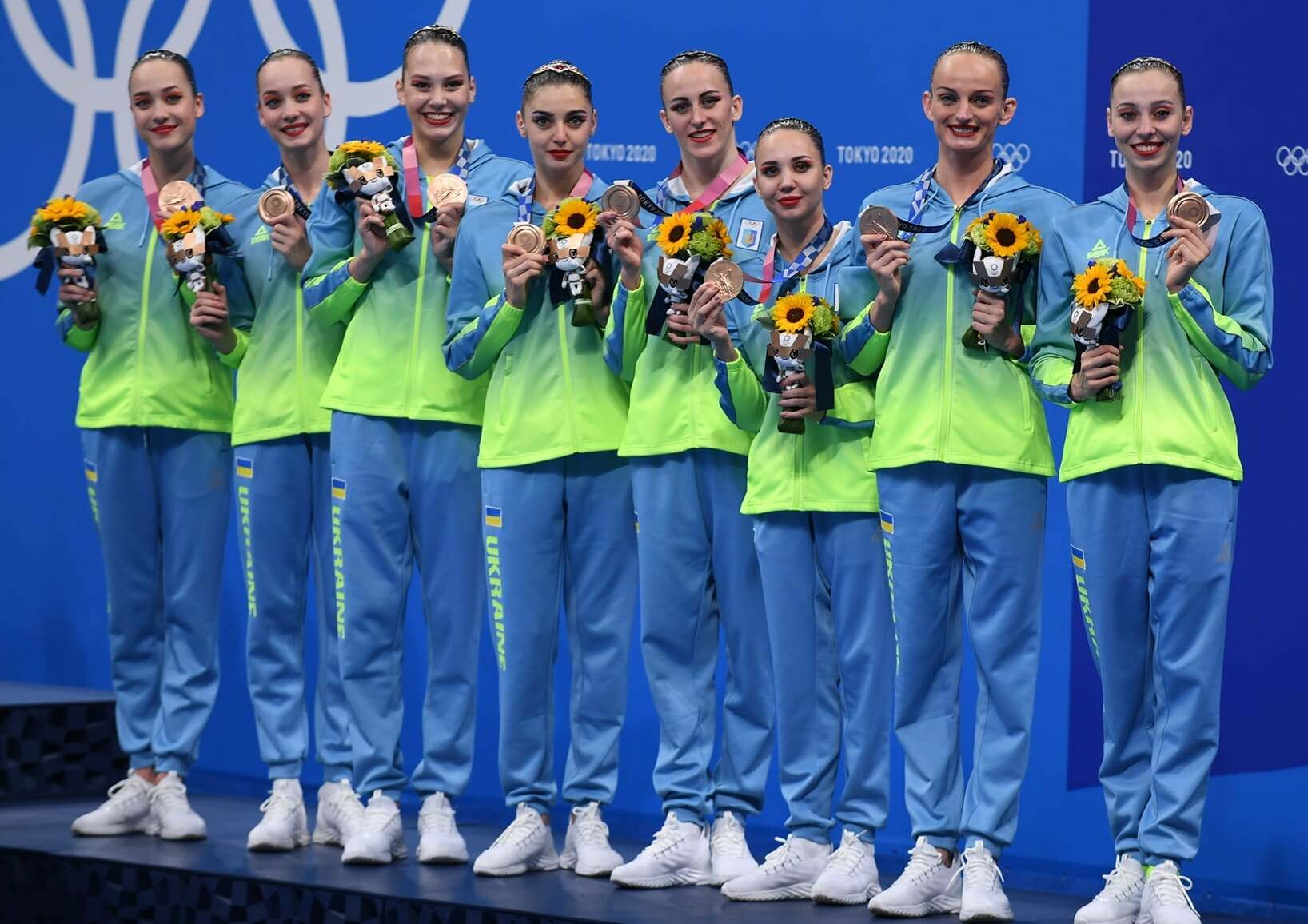
Die ukrainische Mannschaft gewann Bronze mit der Gruppe

### Medaillenspiegel
| Platz  | Land    | Gold | Silber | Bronze | Gesamt |
| ------ | ------- | ---- | ------ | ------ | ------ |
| 1      | ROC     | 2    | –      | –      | 2      |
| 2      | China   | –    | 2      | –      | 2      |
| 3      | Ukraine | –    | –      | 2      | 2      |
| Gesamt | Gesamt  | 2    | 2      | 2      | 6      |

### Medaillengewinner
| Disziplin | Gold | Silber                                                                                           | Bronze |
| --------- | --- | ------------------------------------------------------------------------------------------------ | --- |
| Duett     | ROC Swetlana Kolesnitschenko Swetlana Romaschina | China Huang Xuechen Sun Wenyan                                                                   | Ukraine Marta Fjedina Anastassija Sawtschuk |
| Gruppe    | ROCSwetlana Kolesnitschenko Swetlana Romaschina Alexandra Pazkewitsch Alla Schischkina Marija Schurotschkina Polina Komar Marina Goljadkina Wlada Tschigirjowa | ChinaHuang Xuechen Sun Wenyan Feng Yu Guo Li Xiao Yanning Wang Qianyi Liang Xinping Yin Chengxin | UkraineMarta Fjedina Anastassija Sawtschuk Maryna Aleksijiwa Wladyslawa Aleksijiwa Kateryna Resnik Ksenija Sydorenko Alina Schynkarenko Jelysaweta Jachno |

## Ergebnisse

### Duett
| Platz | Land | Athletinnen                                  | Punkte   |
| ----- | ---- | -------------------------------------------- | -------- |
| 1     | ROC  | Swetlana Kolesnitschenko Swetlana Romaschina | 195,9079 |
| 2     | CHN  | Huang Xuechen Sun Wenyan                     | 192,4499 |
| 3     | UKR  | Marta Fjedina Anastassija Sawtschuk          | 189,4620 |
| 4     | JPN  | Yukiko Inui Moeka Yoshida                    | 187,8166 |
| 5     | CAN  | Claudia Holzner Jacqueline Simoneau          | 184,4798 |
| 6     | ITA  | Linda Cerruti Costanza Ferro                 | 183,5702 |
| 7     | AUT  | Anna-Maria Alexandri Eirini-Marina Alexandri | 182,1773 |
| 8     | FRA  | Charlotte Tremble Laura Tremble              | 176,9807 |

Finale: 4. August 2020, 19:30 Uhr Ortszeit (12:30 Uhr MEZ)

### Gruppe
| Platz | Land | Athletinnen | Punkte   |
| ----- | ---- | --- | -------- |
| 1     | ROC  | Swetlana Kolesnitschenko, Swetlana Romaschina, Alexandra Pazkewitsch, Alla Schischkina, Marija Schurotschkina, Polina Komar, Marina Goljadkina, Wlada Tschigirjowa | 196,0979 |
| 2     | CHN  | Huang Xuechen, Sun Wenyan, Feng Yu, Guo Li, Xiao Yanning, Wang Qianyi, Liang Xinping, Yin Chengxin                                                                 | 193,5310 |
| 3     | UKR  | Marta Fjedina, Anastassija Sawtschuk, Maryna Aleksijiwa, Wladyslawa Aleksijiwa, Kateryna Resnik, Ksenija Sydorenko, Alina Schynkarenko, Jelysaweta Jachno          | 190,3018 |
| 4     | JPN  | Juka Fukumura, Yukiko Inui, Moeka Kijima, Okina Kyogoku, Mayu Tsukamoto, Akane Yanagisawa, Mashiro Yasunaga, Megumu Yoshida                                        | 188,3106 |
| 5     | ITA  | Beatrice Callegari, Domiziana Cavanna, Linda Cerruti, Francesca Deidda, Costanza Di Camillo, Costanza Ferro, Gemma Galli, Enrica Piccoli                           | 184,1372 |
| 6     | CAN  | Emily Armstrong, Rosalie Boissonneault, Andrée-Anne Côté, Camille Fiola-Dion, Claudia Holzner, Audrey Joly, Halle Pratt, Jacqueline Simoneau                       | 184,0325 |
| 7     | ESP  | Ona Carbonell, Berta Ferreras, Meritxell Mas, Alisa Ozhogina, Paula Ramírez, Sara Saldaña, Iris Tió, Blanca Toledano                                               | 181,9113 |
| 8     | EGY  | Laila Ali, Nora Azmy, Hanna Hiekal, Maryam Maghraby, Farida Radwan, Nehal Saafan, Shahd Samer, Jayda Sharaf                                                        | 157,9147 |

Finale: 7. August 2021, 19:30 Uhr Ortszeit (12:30 Uhr MEZ)

## Qualifikation
Folgende Nationen sicherten sich Quotenplätze:
| Nation             | Gruppe | Duett | Quotenplätze |
| ------------------ | ------ | ----- | ------------ |
| Ägypten            | X      | X     | 2            |
| Australien         | X      | X     | 2            |
| China              | X      | X     | 2            |
| Frankreich         |        | X     | 1            |
| Griechenland       | X      | X     | 2            |
| Großbritannien     |        | X     | 1            |
| Israel             |        | X     | 1            |
| Italien            | X      | X     | 2            |
| Japan              | X      | X     | 2            |
| Kanada             | X      | X     | 2            |
| Kasachstan         |        | X     | 1            |
| Kolumbien          |        | X     | 1            |
| Liechtenstein      |        | X     | 1            |
| Mexiko             |        | X     | 1            |
| Niederlande        |        | X     | 1            |
| Österreich         |        | X     | 1            |
| ROC                | X      | X     | 2            |
| Spanien            | X      | X     | 2            |
| Südafrika          |        | X     | 1            |
| Ukraine            | X      | X     | 2            |
| Vereinigte Staaten |        | X     | 1            |
| Belarus            |        | X     | 1            |
| Gesamt: 22 NOKs    | 10     | 22    | 32           |